# Опасная шалость
«Опасная шалость» — советский мультипликационный фильм 1954 года. Картина-предостережение от опасных шалостей.

## Сюжет
В игрушечном городе жили-были игрушки, и ездили они на заводных машинах. Две куклы-девочки катались на машине и оставили её ненадолго без присмотра, а два мальчика залезли в машину и стали нажимать на всё подряд, хотя водить не умели. Машина понеслась зигзагами, игрушки помчались вдогонку, и только милиционер-мотоциклист сумел спасти горе-водителей. А разбитую машину пришлось отправить в ремонт.

## Создатели
| авторы сценария                       | Владимир Масс, Михаил Червинский |
| режиссёр                              | Евгений Райковский |
| композитор                            | Давид Львов-Компанеец |
| художники-постановщики                | Борис Степанцев, Константин Карпов |
| оператор                              | Елена Петрова |
| звукооператор                         | Георгий Мартынюк |
| художники-мультипликаторы:            | Борис Бутаков, Роман Давыдов, Фаина Епифанова, Вячеслав Котёночкин, Виктор Лихачёв, Игорь Подгорский, Татьяна Таранович, Татьяна Фёдорова, Фёдор Хитрук, Константин Чикин |
| ассистент режиссёра                   | Юрий Прытков |
| технический ассистент                 | Елена Шилова |
| ассистенты по монтажу                 | В. Егорова, Нина Майорова |
| художники-декораторы                  | Ольга Геммерлинг, Ирина Прокофьева |
| роли озвучивали (в титрах не указаны) | Шофёр — Георгий Вицин. Медвежонок и утка — Юрий Хржановский. Мальчик — Мария Виноградова. Милиционер — Валентина Сперантова.                                              |